# Mörsbrunn
Mörsbrunn ist ein Gemeindeteil der Stadt Oettingen in Bayern im schwäbischen Landkreis Donau-Ries.
Die Einöde liegt etwa 5,5 Kilometer südwestlich von Oettingen, zwischen der Bundesstraße 466 im Osten und der westlich gelegenen Bahnstrecke Nördlingen–Gunzenhausen. Das einzige Anwesen ist der Mörsbrunner Hof. Südlich befindet sich ein kleiner Weiher.
Ursprünglich oettingisch, ging Mörsbrunn 1270 an die Klosterstiftung Kirchheim; 1666 kaufte das Haus Oettingen den Hof zurück. Nach wechselnden Besitzern ist er heute, auf etwa 50 Hektar verkleinert, in Privateigentum.
Mörsbrunn war ein Gemeindeteil der Gemeinde Heuberg und wurde 1973 im Zuge der Gemeindegebietsreform zusammen mit seinem Hauptort nach Oettingen eingegliedert.
Ein Anliegerweg verbindet Mörsbrunn mit der B 466, ein Feldweg führt nach Heuberg.